# Asteroporpa
Genre
Synonymes
- Astroporpa

Asteroporpa est un genre d'ophiures de la famille des Gorgonocephalidae.

## Liste d'espèces
Selon World Register of Marine Species (1er février 2014) :
- sous-genre Asteroporpa (Asteroporpa)
  - Asteroporpa annulata Örsted & Lütken in: Lütken, 1856 -- Caraïbes
  - Asteroporpa australiensis Clark, 1909 -- Pacifique sud-ouest
  - Asteroporpa hadracantha H.L. Clark, 1911 -- Pacifique nord
  - Asteroporpa lindneri A.H. Clark, 1948 -- Caraïbes
  - Asteroporpa pulchra H.L. Clark, 1915 -- Pacifique sud-ouest
- sous-genre Asteroporpa (Astromoana) Baker, 1980
  - Asteroporpa bellator (Koehler, 1904)
  - Asteroporpa indicus Baker, 1980 -- Indo-Pacifique
  - Asteroporpa koyoae Okanishi & Fujita, 2011 -- Japon
  - Asteroporpa muricatopatella Okanishi & Fujita, 2011 -- Japon
  - Asteroporpa paucidens (Mortensen, 1933)
  - Asteroporpa reticulata Baker, 1980 -- Pacifique sud-ouest

Selon ITIS (1er février 2014) :
- Asteroporpa annulata Oersted & Lütken, 1856

Asteroporpa affinis
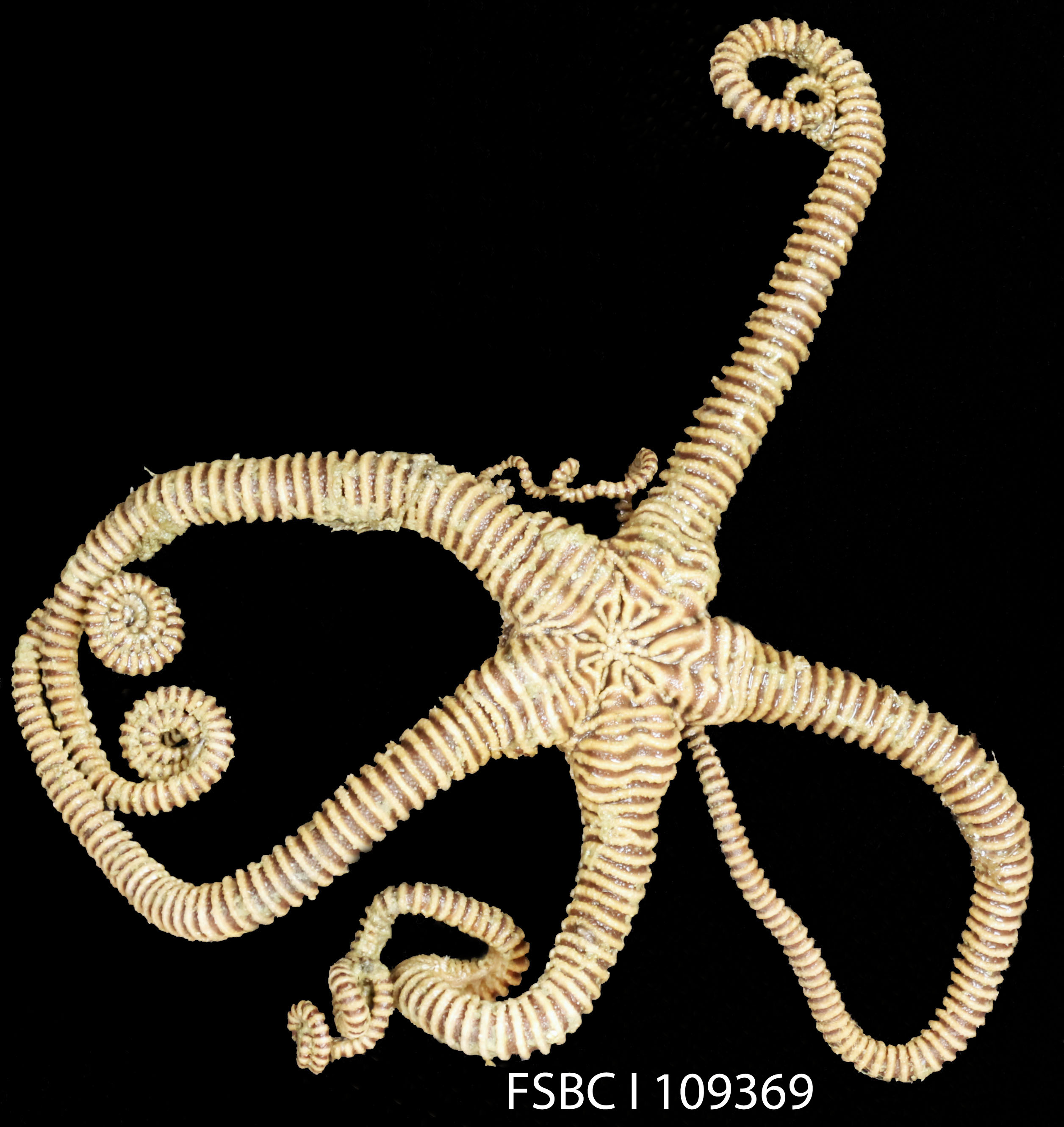
Asteroporpa annulata
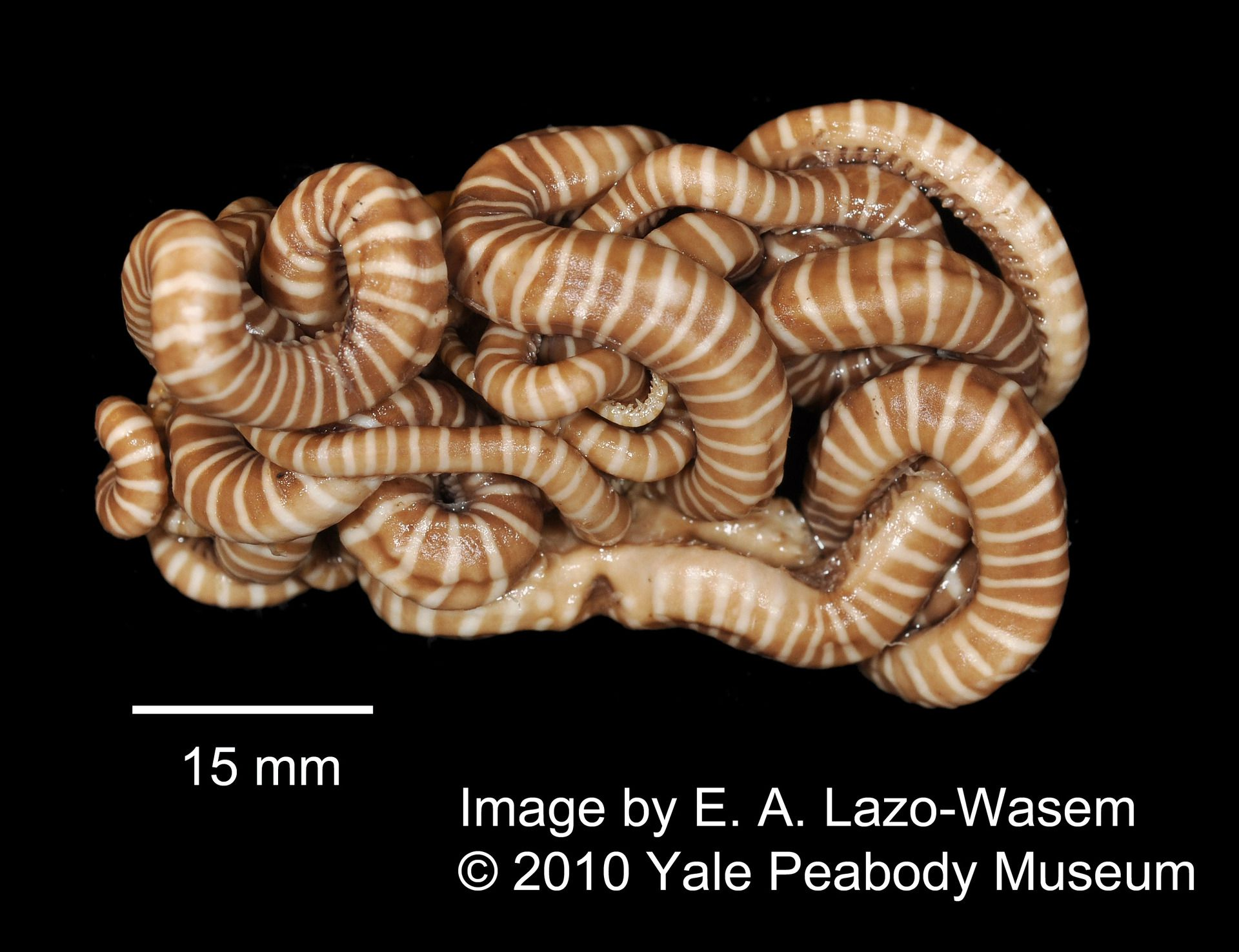
Asteroporpa australiensis
Asteroporpa paucidens